# Paulin Colonna d'Istria
Pour les articles homonymes, voir Colonna d'Istria.
Paulin Colonna d'Istria (Petreto-Bicchisano en Corse, 27 juillet 1905 - Toulon, 4 juin 1982) est un militaire français, officier général de Gendarmerie, Compagnon de la Libération, ayant joué un rôle important dans la libération de la Corse en 1943.

## Biographie
Fils d'un militaire de carrière et issu d'une famille d'ancienne noblesse, il suit les cours du collège d'Autun puis ceux de l'école d'officiers de Saint-Maixent. Il participe à la campagne du Rif jusqu'en 1926. Il est affecté, en 1936, en Afrique du Nord où il se trouve au moment de la déclaration de guerre de septembre 1939.
En 1940, ayant entendu l'appel du général de Gaulle, il entre en résistance. Il est désigné par le général Giraud pour prendre la relève de deux des quatre premiers agents de l'Opération Pearl Harbour qui rentrent à Alger le 14 mars par le sous-marin Casabianca.
Après services accomplis (coordination politico-militaire des réseaux, livraison d'armes par le sous-marin Casabianca, informations sur les implantations de l'ennemi, etc.), les résistants Toussaint Griffi et Laurent Preziosi sont chargés de le rencontrer dans le bureau du Colonel de Villeneuve, chef de service du 2e bureau, rue Charras, à Alger. Ils lui fournissent tous les éléments nécessaires à la réussite de sa mission, sachant que le radio résistant Pierre Griffi est resté sur place pour l'appuyer dans sa mission.
Le 4 avril 1943, un sous-marin britannique le débarque clandestinement, sur la côte orientale corse. Il rejoint le Niolo où il établit son poste de commandement provisoire.
Jusqu'à la libération totale de l'île le 4 octobre 1943, il assure la coordination et le commandement militaire des mouvements de résistance autour du Front national en vue du débarquement sans imposer d'orientation politique pour la libération de l'île. Le Front national passe de 2 000 à 12 000 volontaires en septembre. Plus de cinquante terrains de parachutage sont créés, permettant la réception d'armes, malgré la répression menée par les troupes d'occupation italiennes.
Le 9 juin 1943, il repart pour Alger et revient le 3 juillet, avec le sous-marin Casabianca, avec 12 tonnes d'armes et de matériels divers. Il entre au comité départemental du Front national et organise la lutte préparatoire au débarquement. À partir du 8 septembre, date de l'armistice entre Italiens et Anglo-Américains, la Corse se soulève, conduisant à sa libération trois semaines plus tard.
En novembre 1943, Colonna d'Istria est détaché au commandement des Forces françaises en Grande-Bretagne et entrera dans Paris libéré avec la 2e DB du général Leclerc, le 25 août 1944.
Après la guerre, et alors lieutenant-colonel, il retourne à ses fonctions de gendarme.
En 1951, il est élu député d'Alger mais il démissionne rapidement de son mandat.
En 1956, il est nommé général de brigade et prend le commandement de la Gendarmerie des forces françaises en Allemagne. Sa carrière active prend fin en 1963.
Décédé en 1982, il est inhumé à Marseille.
Il donne son nom à la 116e promotion de la prestigieuse École des Officiers de la gendarmerie (EOGN) en 2011.

## Distinctions
- Grand officier de la Légion d'honneur
- Compagnon de la Libération (16 aout 1944)[1]
- Croix de guerre 1939–1945 (2 citations)
- Croix du combattant volontaire
- Médaille coloniale (agrafe "Maroc" )
- Ordre du Service distingué (Royaume-Uni)